# Mikhail Shchennikov
Mikhail Anatolyevich Shchennikov (em russo: Михаил Анатольевич Щенников, Sverdlovsk, 24 de dezembro de 1967) é um ex-atleta russo, especialista em marcha atlética.
Ao serviço da União Soviética, foi segundo classificado nos 20 km marcha dos Campeonatos Mundiais de 1991 e, seis anos depois, já defendendo as cores da Rússia, repetiu o segundo lugar nos Campeonatos Mundiais de 1997.

## Carreira
Nasceu na cidade de Yekaterinburg, então denominada Sverdlovsk, nos Montes Urais.
Em 1986, com dezanove anos, Shchennikov sagrou-se campeão mundial júnior, em Atenas. Dois anos depois era selecionado pela União Soviética para a sua primeira participação olímpica nos Jogos de Seul 1988, onde foi sexto classificado nos 20 km marcha. Nos Jogos Olímpicos de Barcelona, em 1992 ficou em 12º lugar também nos 20 quilómetros. Finalmente, em Atlanta, nos Jogos de 1996, fechou as suas participações olímpicas com um sétimo lugar nos 20 km, acabando por obter a sua única medalha em Jogos Olímpicos na prova em que nunca foi verdadeiramente especialista, os 50 km marcha.
Entretanto, ganhava por quatro vezes os 5000 metros marcha nos Campeonatos Mundiais em Pista Coberta e vencia a Taça do Mundo de Marcha em 1991.
O seu irmão Georgiy Schennikov é um futebolista profissional do PFC CSKA Moscovo.

## Melhores Marcas

### Pista Descoberta
- 5.000 Metros Marcha: 18:52.01 - Formia, 08 de julho de 1991.
- 10.000 Metros Marcha: 39:27.59 - Portsmouth, 19 de junho de 1988.
- 20 Quilômetros Marcha: 01:18:36 - Sochi, 20 de Abril de 1996.
- 50 Quilômetros Marcha: 03:43:36 - Atlanta, 02 de Agosto de 1996.

### Pista Coberta
- 3.000 Metros Marcha: 10:53.00 - Moscou, 14 de fevereiro de 1995.
- 5.000 Metros Marcha: 18:07.08 - Moscou, 14 de fevereiro de 1995.